# ناحیه تانک
ناحیه تانک (به انگلیسی: Tank District) یک ناحیه در پاکستان است که در خیبر پختونخوا واقع شده‌است. ناحیه تانک ۱٬۶۷۹ کیلومتر مربع مساحت و ۳۹۱٬۸۸۵ نفر جمعیت دارد.